# Pączki
Pączkiⓘ [ˈpɔntʃki] bezeichnet eine polnische Spezialität eines in Fett ausgebackenen runden Hefegebäcks, das traditionell mit Hagebuttenkonfitüre oder anderen süßen Füllungen versehen wird. Neben einer Bestreuung mit Puderzucker findet man auch häufig andere Glasuren oder mitgebackene Orangenschalen.

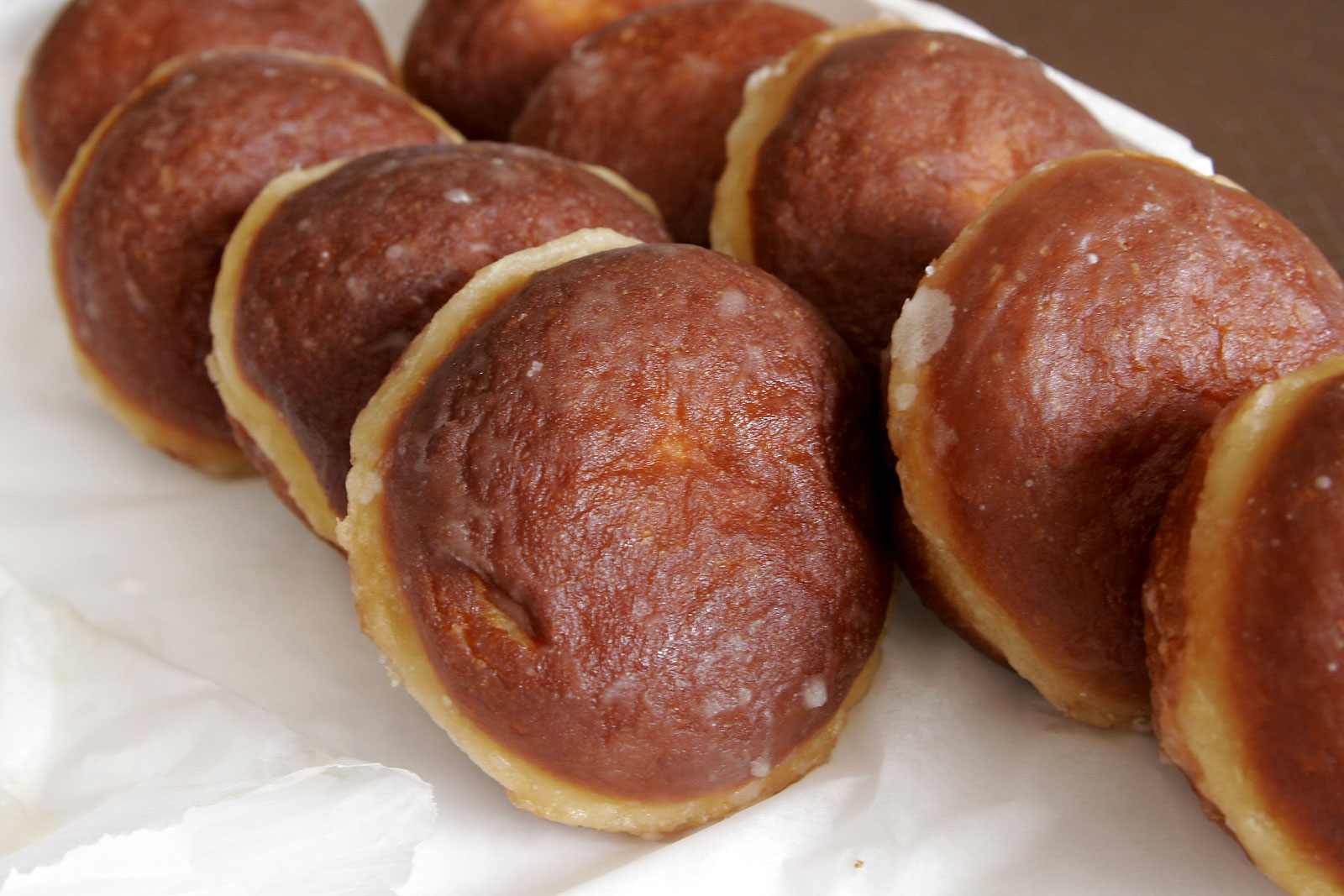
Traditionelle Pączki

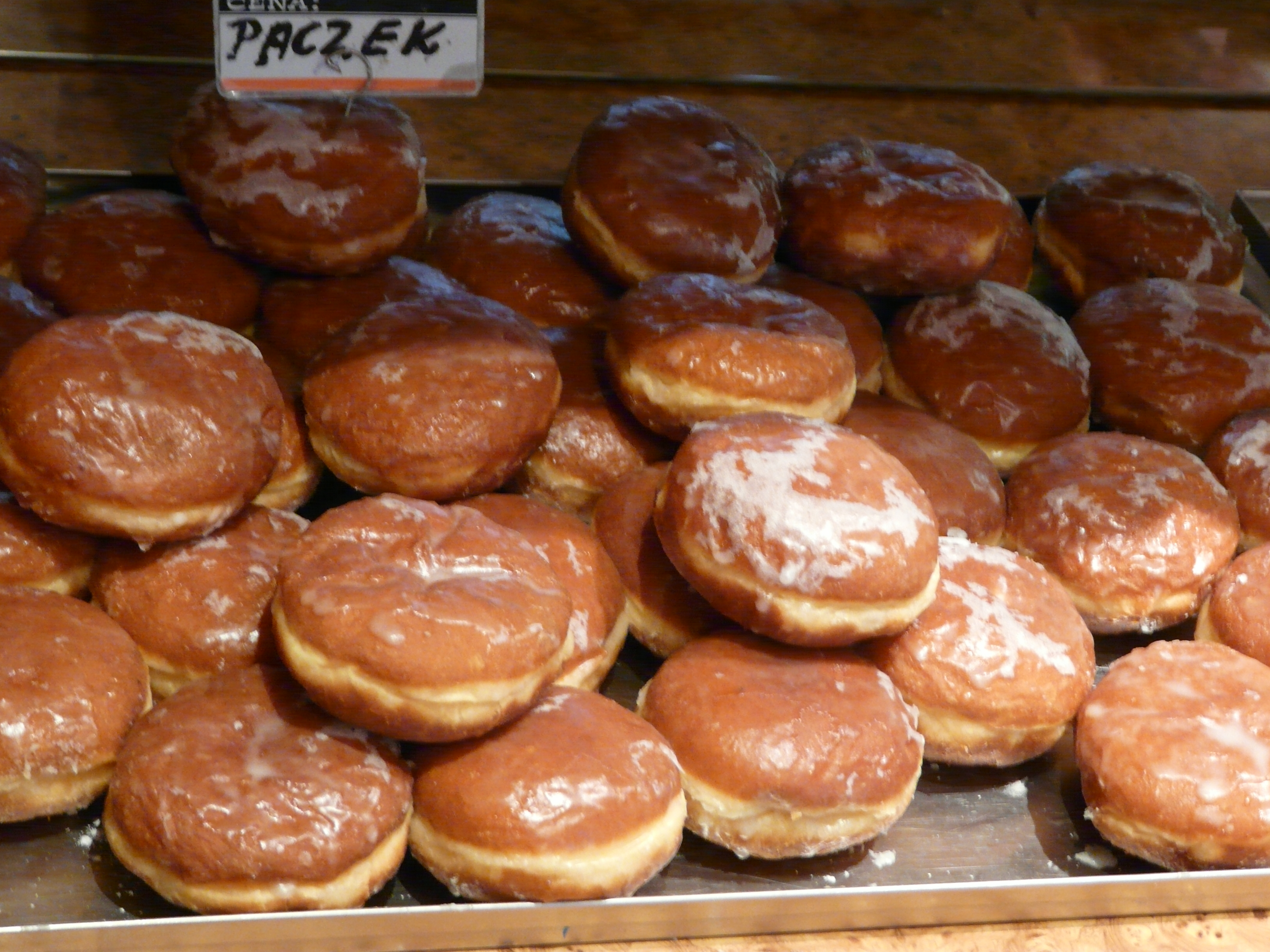
Pączki im Schaufenster

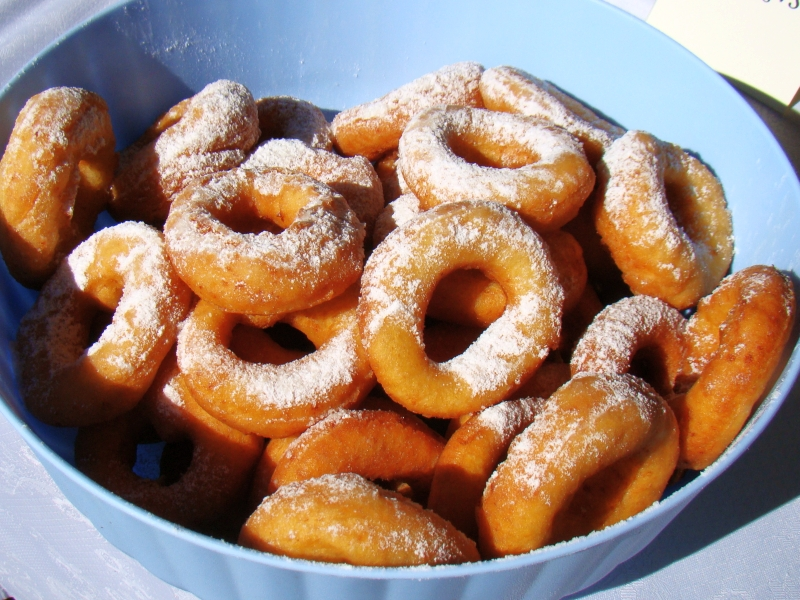
Pączki serowe oder Oponki (dt. Teignuss)

Die Pączki sind in Herstellung und Brauchtum eng verwandt mit den „Fastnachtküchlein“, die in weiten Teilen des deutschen Sprachraums als Berliner Pfannkuchen, außerhalb Norddeutschlands auch als Kräppel oder Kreppel (z. B. in Anhalt, Hessen, in der Pfalz sowie unter der Deutschen Minderheit in Polen) oder als Krapfen (Bayern, Österreich) bekannt sind. Sie werden traditionell am Donnerstag vor Aschermittwoch verspeist. Dies geht darauf zurück, die noch im Haus befindlichen Reste von Schmalz, Zucker und Früchten aufzubrauchen, die in der Fastenzeit verboten sind.
Der Name Pączki ist im Polnischen eigentlich die Mehrzahlform von Pączek [ˈpɔntʃɛk], im nichtpolnischen Sprachgebrauch wird es jedoch meist als Hauptwort der Einzahl verwendet und dekliniert. In der russischen und ukrainischen Küche finden sich Pączki als Puschki (insbesondere in Sankt Petersburg), Pampuschki (пампушки) oder Pontschiki (пончики) wieder, wobei letzteres Wort auch auf Piroggen (пирожки, piroschki, „Küchelchen“) genannte Backwaren angewendet werden kann.
Polnische Einwanderer haben die Speise in den USA bekannt gemacht, insbesondere in der Region Detroit gibt es heute ein lebendiges Brauchtum. Neben der traditionellen Füllung mit Hagebuttenmark findet sich dort häufig eine Füllung mit Pflaumenmus, aber auch andere Füllungen finden sich im Handel, darunter Zitrone, Erdbeere, Himbeere oder Bayerische Creme. Neben dem Brauch am fetten Donnerstag wechselte der Brauch auch zum fetten Dienstag, dem Faschingsdienstag über, der in Detroit auch schlicht Pączki-Tag genannt und mit einem festlichen Umzug gefeiert wird.